# Кораљка Бекер
Кораљка Бекер (Загреб, 30. јул 1965) хрватска је академска сликарка.

## Биографија
Рођена је 1965. године у Загребу, где је 1984. године дипломирала на Школи примењене уметности и дизајна и на Академији ликовних уметности (АЛУ) у класи професора Ђуре Седера 1990. године. Након дипломирања, интензивно се бавила сликарством и илустрацијом . Излагала је на десетак самосталних и двадесет групних изложби у земљи и иностранству и учествовала у раду ликовних колонија: "Каштел Гробник" 2000. и "Маестрал" 2000. и 2002. године . Њено сликарство приказано је у књизи Јосипа Депола „Фигурације у хрватском сликарству 1970. до 1995.“. Поред сликарства, бави се графичким дизајном и повремено израђује илустрације за дечије часописе ( Смиб, Модра ласта ) и корице књига. Живи и ради у Загребу. Стална је чланица Хрватског друштва ликовних умјетника (ХДЛУ) од 1990. године и Хрватског друштва самосталних умјетника (ХЗСУ) од 2005. године .

## Самосталне изложбе
- 1992 Загреб - Галерија Буљат - актови, уља на платну
- 1995 Загреб - Галерија Урлих - актови, уља на платну
- 1999 Љубљана, Словенија - Галерија Цек - цртежи
- 1999 Загреб – Галерија Идеалног града – „Пејзажни бљесак“, пастели на папиру
- 2002 Раб – Галерија Кнежев двор – „Буђења“, уље на платну
- 2004 Макарска - Галерија Антуна Гојака - уља на платну
- 2004 Каштела - Музеј града Каштела - уља на платну
- 2005 Трогир - Музеј града Трогира - "Цртеж ентеријера и спољашње сликарство", уља на платну
- 2006 Печуј, Мађарска - Галерија Чопорт Хорда - "Пејзажи", уља на платну
- 2007 Загреб - Галерија Матице хрватске - "Против струје", актови, уља на платну
- 2009. Загреб - Галерија Пучког отвореног училишта - актови, уља на платну